# Sant Antoni de la Grella
Sant Antoni de la Grella és una església situada al costat de la gorja de la Grella i sota els túnels del mateix nom, sota el poble de Sispony i dins la parròquia de La Massana. Es troba adossada a la pedra on el riu Valira del Nord passa engorjat entre altes parets de pedra i densa vegetació de ribera en l'antic camí ral que unia les parròquies de La Massana i Escaldes-Engordany. Va ser malmesa per les obres de l'obertura dels túnels viaris, però posteriorment va ser refeta. És dedicada a Sant Antoni Abat, patró dels traginers, que l'invocaven abans de passar per aquest mal pas engorgat. Un centenar de metres per sota hi ha el pont romànic de Sant Antoni de la Grella.
S'hi celebra un aplec el 17 de gener.

## Imatges

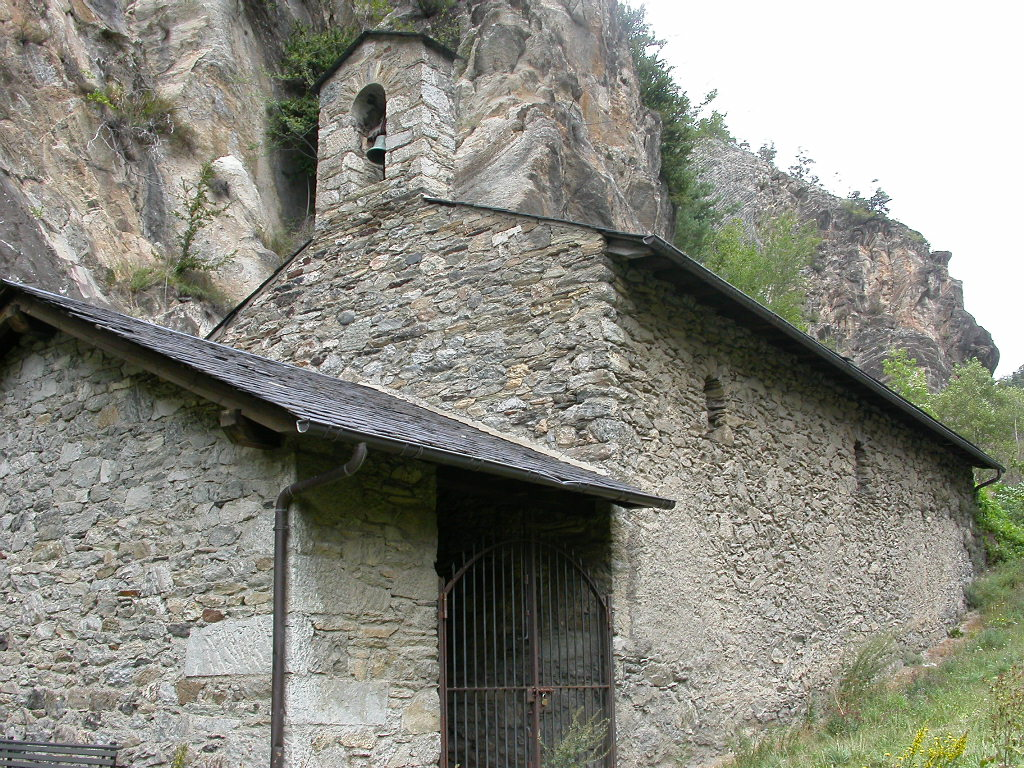
Costat de l'església
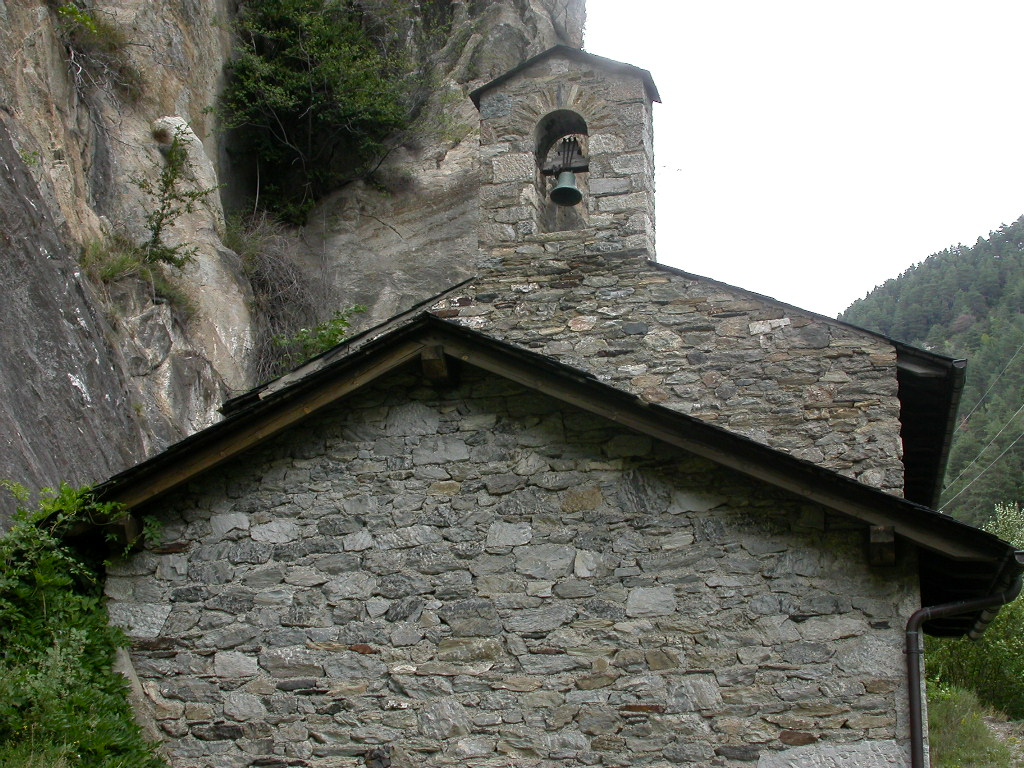
Part frontal de l'església
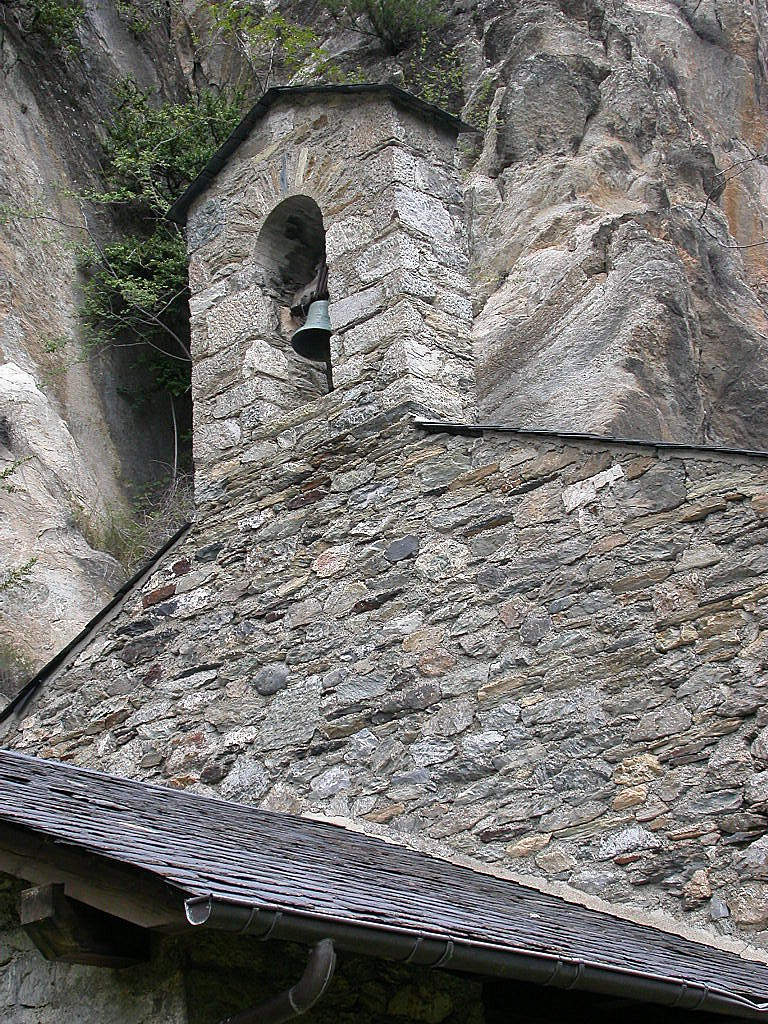
Campanar de l'església